# Kate McKinnon
Kate McKinnon Berthold (Sea Cliff, Nueva York, 6 de enero de 1984), comúnmente conocida como Kate McKinnon, es una actriz estadounidense. Famosa por su trabajo como miembro del reparto de Saturday Night Live, The Big Gay Sketch Show, Cazafantasmas y Bombshell.

## Biografía
McKinnon, hija de Laura Campbell y Michael Thomas Berthold, nació y creció en Long Island. Tiene una hermana pequeña, Emily Lynne, con quien ha colaborado en la serie de Audible Heads Will Roll y la serie digital Notary Publix. Su padre falleció tras ser diagnosticado con cáncer cerebral cuando Kate tenía 18 años.
Desde pequeña tocaba varios instrumentos. Comenzó a tocar el piano a la edad de 5 años, el violonchelo a los 12 y la guitarra a los 15.
Se graduó en el North Shore High School en 2002 y asistió a la Universidad de Columbia, donde se graduó en 2006 con un grado en teatro. Fue allí donde cofundó un grupo de comedia, Tea Party, que se centraba en la improvisación musical cómica. En Columbia apareció en tres  Varsity Show: V109 Dial D for Deadline, V110 Off-Broadway y V111 The Sound of Muses. También formó parte de Prangstgrüp, un grupo de comedia de estudiantes.

## Carrera
En 2007, se une al reparto original de la serie Big Gay Sketch Show, de la cadena Logo, donde permaneció las tres temporadas que duró la serie. Uno de sus personajes más conocidos era Fitzwilliam, un niño británico que deseaba tener vagina. 
McKinnon tiene fama de trabajar a fondo tanto sus personajes como las imitaciones de celebridades. Desde 2008, empieza a actuar en directo en el Upright Citizens Brigade Theatre de New York. También ha trabajado prestando su voz en las series The Venture Brothers, Robotomy, y Ugly Americans.  En 2009 gana el premio NewNowNext Award en la categoría “Best Rising Comic” (Mejor Cómica Emergente). En 2010 es nominada para la categoría análoga del premio ECNY Emerging Comic Award.

### Saturday Night Live
McKinnon debuta como actriz invitada de Saturday Night Live el 7 de abril de 2012. Es la tercera actriz de SNL conocida por ser abiertamente homosexual (después de Terry Sweeney y Danitra Vance). Algunos de sus personajes recurrentes son “Sheila Sovage”, una mujer que obtiene citas a última hora, y "Olya Povlatsky", habitante de un pueblecito de Rusia.
El final de la temporada 47 de Saturday Night Live fue el último programa de McKinnon, Pete Davidson, Aidy Bryant y Kyle Mooney como integrantes de elenco.

## Vida privada
McKinnon mantuvo una relación con la fotógrafa y actriz Jackie Abbott. Durante los Premios Globo de Oro de 2019, McKinnon le agradeció a Ellen DeGeneres el hecho de haberle abierto el camino para aceptar su orientación sexual. Durante sus años en la universidad, mantuvo una relación con la futura periodista Bari Weiss.
McKinnon tiene un gato, Nino Positano, nombrado en honor a la pizzería donde fue encontrado. Nino ha aparecido recientemente en Saturday Night Live durante la pandemia de COVID-19 en el sketch "Whiskers R We".
McKinnon no tiene ninguna red social.

## Filmografía

### Películas
| Año  | Título                                          | Rol                                                | Notas            |
| ---- | ----------------------------------------------- | -------------------------------------------------- | ---------------- |
| 2010 | Mr. Ross                                        | Debby                                              | cortometraje     |
| 2011 | Elizabeth Taylor's Video Will                   | Elizabeth Taylor                                   | cortometraje     |
| 2011 | Pudding Face                                    | Amy                                                | cortometraje     |
| 2012 | My Best Day                                     | Heather                                            |                  |
| 2012 | Hannah Has a Ho-Phase                           | Nicky                                              |                  |
| 2014 | Life Partners                                   | Trace                                              |                  |
| 2014 | Balls Out                                       | Vicky                                              |                  |
| 2015 | Giant Sloth                                     | Nina                                               | Voz/cortometraje |
| 2015 | Ted 2                                           | ella misma                                         | Cameo            |
| 2015 | Staten Island Summer                            | Srta. Bandini Jr.                                  |                  |
| 2015 | Sisters                                         | Sam                                                |                  |
| 2016 | The Angry Birds Movie                           | Stella / Eva                                       | Voz              |
| 2016 | Buscando a Dory                                 | Wife Fish                                          | Voz              |
| 2016 | Cazafantasmas                                   | Dra. Jillian Holtzmann                             |                  |
| 2016 | Masterminds                                     | Jandice                                            |                  |
| 2016 | Office Christmas Party                          | Mary Winetoss                                      |                  |
| 2017 | Rough Night                                     | Pippa                                              |                  |
| 2017 | Leap!                                           | Régine Le Haut / Madre de Felicie / Madre Superior | Voz              |
| 2017 | Ferdinand                                       | Lupe                                               | Voz              |
| 2018 | The Spy Who Dumped Me                           | Morgan Freeman                                     |                  |
| 2018 | Y nadie más que tú                              | Glass Half Full Kate                               |                  |
| 2018 | Family                                          | Jill                                               |                  |
| 2019 | Yesterday                                       | Debra Hammer                                       |                  |
| 2019 | Bombshell                                       | Jess Carr                                          |                  |
| 2020 | The Magic School Bus Rides Again: Kids in Space | Miss Fiona Frizzle                                 | Voz              |
| 2022 | DC League of Super-Pets                         | Lulu                                               | Voz              |
| 2023 | Barbie                                          | Barbie rara                                        |                  |
| 2025 | Una película de Minecraft                       | TBA                                                |                  |
| TBA  | The Lunch Witch                                 | Grunhilda                                          |                  |

### Televisión
| Año          | Título                                      | Rol                                         | Notas                                                               |
| ------------ | ------------------------------------------- | ------------------------------------------- | ------------------------------------------------------------------- |
| 2007–10      | The Big Gay Sketch Show                     | Varios                                      | 23 episodios                                                        |
| 2008         | Mayne Street                                | Olga Svenson                                | Episodio: "Parking Tickets"                                         |
| 2010         | We Have to Stop Now                         | Angela                                      | Episodio: "Celesbianism"                                            |
| 2010         | Concierge: The Series                       | Mary                                        | 3 episodios                                                         |
| 2010         | Vag Magazine                                | Bethany                                     | 6 episodios                                                         |
| 2010–11      | Robotomy                                    | Voces adicionales                           | 5 episodios                                                         |
| 2010–16      | The Venture Bros.                           | Nikki y Margaret Fictel / Voces adicionales | 10 episodios                                                        |
| 2011         | The Back Room                               | Susan Boyle                                 | Episodio: "Todd Barry"                                              |
| 2011         | The 40 Year-Old 20 Year-Old                 | Kate                                        | 5 episodios                                                         |
| 2012         | Saturday Night Live Weekend Update Thursday | Varios                                      | 2 episodios                                                         |
| 2012–22      | Saturday Night Live                         | Varios                                      | Elenco principal                                                    |
| 2013         | Toy Story of Terror!                        | PEZ Cat (voz)                               | Especial de televisión                                              |
| 2013         | Hudson Valley Ballers                       | Just Jamie                                  | 2 episodios                                                         |
| 2014         | Comedy Bang! Bang!                          | Effie Villalopolus                          | Episodio: "Nick Offerman Wears a Green Flannel Shirt & Brown Boots" |
| 2014–15      | The Awesomes                                | Lola Gold / Voces adicionales               | 7 episodios                                                         |
| 2015         | China, IL                                   | Sunshine (voz)                              | 5 episodios                                                         |
| 2015         | The Spoils Before Dying                     | Dallas Boudreaux                            | Episodio: "That's Jazz"                                             |
| 2015         | Difficult People                            | Abra Cadouglas                              | Episodio: "Pledge Week"                                             |
| 2015         | Moonbeam City                               | Panache Miller (voz)                        | Episodio: "Lasers and Liars"                                        |
| 2015–16      | Family Guy                                  | Karen Griffin / Voces adicionales           | 2 episodios                                                         |
| 2015–present | Nature Cat                                  | Squeeks (voz)                               | 19 episodios                                                        |
| 2016         | 31st Independent Spirit Awards              | ella misma (anfitriona)                     | Especial de televisión                                              |
| 2016         | Maya & Marty                                | Heidi Cruz                                  | Episodio: "Jimmy Fallon & Miley Cyrus"                              |
| 2016         | The Simpsons                                | Hettie (voz)                                | Episodio: "Gal of Constant Sorrow"                                  |
| 2017         | The Magic School Bus Rides Again            | Ms. Frizzle (voz)                           | Papel principal                                                     |
| 2018         | Sesame Street                               | Mamá Oca (voz)                              | Episodio: "Elmo's Nursery Rhyme"                                    |
| 2019         | Breakfast, Lunch & Dinner                   | Ella misma                                  |                                                                     |
| 2022         | Joe vs. Carole                              | Carole Baskin                               | Posproducción                                                       |

### Videojuegos
| Año  | Título          | Rol                    |
| ---- | --------------- | ---------------------- |
| 2015 | LEGO Dimensions | Dra. Jillian Holtzmann |

## Premios y nominaciones
| Año  | Premio                                                 | Categoría                                       | Trabajo nominado    | Resultado |
| ---- | ------------------------------------------------------ | ----------------------------------------------- | ------------------- | --------- |
| 2009 | NewNowNext Awards                                      | Al borde de la fama: Comic                      |                     | Ganadora  |
| 2010 | ECNY Awards                                            | Comic emergente                                 |                     | Nominada  |
| 2012 | Ashland Independent Film Festival Awards               | Mención especial a ensemble actoral             | My Best Day         | Ganadora  |
| 2013 | EWwy Awards                                            | Mejor Actriz Secundaria en una Serie de Comedia | Saturday Night Live | Nominada  |
| 2014 | American Comedy Awards                                 | Mejor Actriz Secundaria de Comedia - TV         | Saturday Night Live | Ganadora  |
| 2014 | Dorian Awards                                          | Wilde Wit of the Year                           |                     | Nominada  |
| 2014 | Premios Primetime Emmy                                 | Mejor actriz de reparto - Serie de comedia      | Saturday Night Live | Nominada  |
| 2014 | Premios Primetime Emmy                                 | Mejor música y letra original                   | Saturday Night Live | Nominada  |
| 2015 | Premios Primetime Emmy                                 | Mejor actriz de reparto - Serie de comedia      | Saturday Night Live | Nominada  |
| 2016 | Premios Primetime Emmy                                 | Mejor actriz de reparto - Serie de comedia      | Saturday Night Live | Ganadora  |
| 2016 | Premios de la Crítica Televisiva                       | Mejor actriz en serie de comedia                | Saturday Night Live | Ganadora  |
| 2016 | Premios The Advocate                                   | Persona del año                                 |                     | Finalista |
| 2016 | Premios USA Today                                      | Animadora del año                               |                     | Ganadora  |
| 2016 | Premios de la Crítica Cinematográfica                  | Mejor actriz de comedia                         | Cazafantasmas       | Nominada  |
| 2016 | San Diego Film Critics Society Awards                  | Mejor actuación de comedia                      | Cazafantasmas       | Nominada  |
| 2016 | Círculo Femenino de Críticos de Cine de Estados Unidos | Mejor actriz de comedia                         | Cazafantasmas       | Ganadora  |
| 2016 | Círculo Femenino de Críticos de Cine de Estados Unidos | Mejor heroína de acción                         | Cazafantasmas       | Ganadora  |
| 2016 | Círculo Femenino de Críticos de Cine de Estados Unidos | Mejor ensemble                                  | Cazafantasmas       | Nominada  |
| 2017 | Premios Saturn                                         | Mejor actriz secundaria                         | Cazafantasmas       | Nominada  |
| 2017 | Premios People's Choice                                | Colaboración de comedia favorita                | Saturday Night Live | Nominada  |
| 2017 | Dorian Awards                                          | Actuación musical de TV del año                 | Saturday Night Live | Ganadora  |
| 2017 | Dorian Awards                                          | Wilde Wit of the Year                           |                     | Nominada  |
| 2017 | Dorian Awards                                          | Artista más salvaje del Año                     |                     | Ganadora  |
| 2017 | Premios Daytime Emmy                                   | Mejor actuación en un programa de animación     | Nature Cat          | Nominada  |
| 2017 | Premios Primetime Emmy                                 | Mejor actriz de reparto - Serie de comedia      | Saturday Night Live | Ganadora  |
| 2018 | MTV Movie & TV Awards                                  | Mejor actuación de comedia                      | Saturday Night Live | Ganadora  |
| 2018 | Premios Primetime Emmy                                 | Mejor actriz de reparto - Serie de comedia      | Saturday Night Live | Nominada  |
| 2019 | Premios Primetime Emmy                                 | Mejor actriz de reparto - Serie de comedia      | Saturday Night Live | Nominada  |
| 2020 | Premios Primetime Emmy                                 | Mejor actriz de reparto - Serie de comedia      | Saturday Night Live | Nominada  |
| 2020 | Premios de la Crítica Cinematográfica                  | Mejor reparto                                   | Bombshell           | Nominada  |
| 2020 | Premios del Sindicato de Actores                       | Mejor reparto                                   | Bombshell           | Nominada  |
| 2021 | Premios Primetime Emmy                                 | Mejor actriz de reparto - Serie de comedia      | Saturday Night Live | Nominada  |